# Sangalé
Sangalé est un village du Cameroun, situé dans la région de l'Est et dans le département de la Kadey. Il est localisé dans la commune de Ndelele.

## Population
Le recensement de 2005 y dénombre 461 habitants dont 236 de sexe masculin et 225 de sexe féminin